# Jan Białostocki
Jan Białostocki (né le 14 août 1921 à Saratov, en Russie et mort le 25 décembre 1988 à Varsovie) est l'un des plus célèbres historiens de l'art polonais du XXe siècle.

## Vie et œuvre
Pendant l'Occupation de la Pologne (1939-1945), Białostocki a étudié la philosophie et l'histoire de l'art à l'« université secrète de Varsovie » sous la direction de Władysław Tatarkiewicz, Tadeusz Kotarbiński et Michał Walicki. 
De Septembre 1944 à mai 1945 il a été fait prisonnier dans plusieurs camps de concentration allemands. Après la Seconde Guerre mondiale, il a travaillé environ 10 ans comme assistant au musée national de Varsovie et à partir de 1956, il a dirigé le département des arts du musée. À partir de 1945, il a aussi travaillé à l'université de Varsovie, d'abord comme assistant au département des arts du Moyen Âge, puis comme maître de conférences. En 1962, il fut nommé professeur d'histoire de l'art.
Depuis 1964 Białostocki était membre du Comité International d'Histoire de l'Art et depuis 1973, membre de l'Institute for Advanced Study de l'université de Princeton. Il a donné des conférences dans de nombreuses institutions et musées à travers l'Europe, les États-Unis et au Mexique tels que l'université de Princeton (1958), l'université Yale à New Haven dans le Connecticut (1965-1966), l'université de New York (1972), l'université du Wisconsin (1972), l'université d'État de Pennsylvanie (1973), le Collège de France (1978) et l'université de Cambridge (1984-1985). Il a aussi participé au XXe congrès pour l'Histoire de l'art à New York. En 1980, il a reçu le prix Aby-Warburg à Hambourg.
Les sujets de recherches de Jan Białostocki étaient extrêmement vastes et incluaient la Renaissance, le Baroque et la Rocaille, Rembrandt et le XVIIe siècle hollandais, le romantisme, l'histoire de la peinture, la doctrine artistique, et les questions de méthodologie en histoire de l'art. Selon Józef Grabski, il « a essayé d'inculquer à ses étudiants la recherche d'une large perspective dans l'étude d'un sujet particulier. Il était, dans un sens, un fils spirituel d'Erwin Panofsky. Prof. Białostocki attirait l'attention de ses étudiants sur le contexte de l'œuvre d'art au sens large : social, psychologique, archivistique, mais aussi historique, économique, tout comme purement artistique. [...] Il essayait de nous montrer la recherche en histoire de l'art non comme pure histoire de l'art, mais en connexion avec les autres disciplines humanistes ». Il a fait paraître plus de 600 publications dans de nombreuses langues, principalement sur l'histoire de l'art moderne.
Białostocki a été élu membre étranger de l'Académie royale néerlandaise des arts et des sciences en 1971.

## Liste des publications (sélection)
- Poussin i teoria klasycyzmu (1953)
- Pojęcie manieryzmu i problem odrębności sztuki polskiej w końcu XVI i w początku XVII wieku (1953)
- Cyrkiel i „Melancholia”. O teorii sztuki Abrechta Dürera (1954)
- Malarstwo europejskie w zbiorach polskich (1955)
- Badania ikonograficzne nad Rembrandtem (1957)
- Metoda ikonologiczna w badaniach nad sztuką (1957)
- Pięć wieków myśli o sztuce (1959)
- "Dürer, Albrecht". In Encyclopedia of World Art (1961)
- Styl i modus w sztukach plastycznych (1961)
- Teoria i twórczość. O tradycji i inwencji w teorii sztuki i ikonografii (1961)
- Le "Baroque": style, epoque, attitude (1962)
- Sztuka cenniejsza niż złoto. Opowieść o sztuce europejskiej naszej ery (1963)
- "Iconography and Iconology". In Encyclopedia of World Art (1963)
- Encompassing Themes and Archetypal Images (1965)
- Der Manierismus zwischen Triumph und Dämmerung (1965)
- Późny gotyk: rozwój pojęcia i terminu (1965)
- Stil und Ikonographie. Studien zur Kunstwissenschaft (1966)
- Kompozycja emblematyczna epitafiów śląskich XVI wieku (1968)
- Symbolika drzwi w sepulkralnej sztuce baroku (1968)
- Rembrandt's "Eques Polonus" (1969)
- Erwin Panofsky (1892-1968) (1970)
- Two Types of International Mannerism: Italian and Northern (1970)
- William Hogarth (1972)
- Spätmittelalter und beginnende Neuzeit (1972)
- The Art of the Renaissance in Eastern Europe (1976)
- Vom heroischen Grabmal zum Bauernbegräbnis (1977)
- Refleksje i syntezy ze świata sztuki (1978)
- Die Eigenart der Kunst Venedigs (1980)
- Historia sztuki wśród nauk humanistycznych (1980)
- Zeichnungen alter Meister aus polnischen Sammlungen (1981)
- Symbole i obrazy w świecie sztuki (1982)
- Dürer und die Humanisten (1983)
- Dürer and his Critics, 1500-1971 (1986)
- "Die Todessymbolik der Tür". In Festschrift zum 70. Geburtstag von Erik Forssman (1987)
- The Message of Images. Studies in the History of Art (1988)
- Sztuka XV wieku. Od Parlerów do Dürera (2010)

## Prix et récompenses
- Prix Aby-Warburg 1980